# Torfatindar
Torfatindar är en bergstopp i republiken Island. Den ligger i regionen Suðurland, 130 km öster om huvudstaden Reykjavík. Toppen på Torfatindar är 818 meter över havet.
Trakten runt Torfatindar är nära nog obefolkad, med mindre än två invånare per kvadratkilometer. Det finns inga samhällen i närheten. Trakten runt Torfatindar består i huvudsak av gräsmarker.